# أرماندو ديلي فالديز
أرماندو ديلي فالديز (بالإسبانية: Armando Dely Valdés)‏ هو لاعب كرة قدم بنمي في مركز الهجوم، ولد في 4 يناير 1964 في كولون في بنما، وتوفي بنفس المكان في 17 أغسطس 2004. شارك مع منتخب بنما لكرة القدم. أما مع النوادي، فقد لعب مع أرجنتينوس جونيورز وانيستتوتو وبلازا أمادور وبنيارول ونادي ديبورتيفو أراب يونيدو ونادي ليفربول ونادي مكابي تل أبيب.

## وصلات خارجية
- أرماندو ديلي فالديز على موقع قاعدة بيانات كرة القدم.إي يو (الإنجليزية)
- أرماندو ديلي فالديز على موقع ناشيونال فوتبول تيمز (الإنجليزية)
- أرماندو ديلي فالديز على موقع Soccerway.com (الإنجليزية)